# Crni Dabar
Crni Dabar falu Horvátországban, Lika-Zengg megyében. Közigazgatásilag Karlobaghoz tartozik.

## Fekvése
Gospićtól légvonalban 17 km-re, közúton 23 km-re nyugatra, Karlobagtól légvonalban 7 km-re, közúton 21 km-re északkeletre a Velebit-hegységben fekszik.

## Története
1857-ben 117, 1910-ben 132 lakosa volt. A trianoni békeszerződésig Lika-Korbava vármegye Gospići járásához tartozott. Ezt követően előbb a Szerb-Horvát-Szlovén Királyság, majd Jugoszlávia része lett. A településnek 2011-ben már nem volt állandó lakossága.

## Lakosság
| Lakosság változása | Lakosság változása | Lakosság változása | Lakosság változása | Lakosság változása | Lakosság változása | Lakosság változása | Lakosság változása | Lakosság változása | Lakosság változása | Lakosság változása | Lakosság változása | Lakosság változása | Lakosság változása | Lakosság változása | Lakosság változása |
| ------------------ | ------------------ | ------------------ | ------------------ | ------------------ | ------------------ | ------------------ | ------------------ | ------------------ | ------------------ | ------------------ | ------------------ | ------------------ | ------------------ | ------------------ | ------------------ |
| 1857               | 1869               | 1880               | 1890               | 1900               | 1910               | 1921               | 1931               | 1948               | 1953               | 1961               | 1971               | 1981               | 1991               | 2001               | 2011               |
| 117                | 0                  | 0                  | 166                | 126                | 132                | 127                | 105                | 99                 | 110                | 85                 | 12                 | 0                  | 0                  | 0                  | 0                  |